# Осінь мого дитинства
«Осінь мого дитинства» («Mano vaikystės ruduo») — радянський художній фільм 1977 року, знятий режисером Гітісом Лукшасом на Литовській кіностудії.

## Сюжет
Цей фільм — поетичний погляд у світ дитинства. Бенас — ще не дорослий, але вже не дитина. Саме в цей переломний момент він знайомиться з дівчатами Вілією та Мілдою, які приїхали до його рідного села на практику. Бенас і Вілія симпатизують одне одному. Якось, стоячи під час дощу під деревом, вони цілуються. Але скоро студентки їдуть, а продовжити їхню роботу приїхав літній чоловік Теофіліс. Колись він був актором, але розчарувався у своїй професії та жінках, почав випивати. Він не шкодує іронії ні собі самому, ні Бенасу. Незабаром скептицизм Теофіліса зачепив і Бенаса.

## У ролях
- Альгімантас Масюліс — Теофіліс
- Арунас Буліка — Бенас
- Віолета Меляускайте — Вілія
- Ріта Кнізікявічюте — Мілда
- Артурас Правілоніс — Вацюкас
- Егле Габренайте — Юрате, дружина лісника
- Еугеніюс Ігнатавічюс — батько Бенаса
- Едуардас Кунавічюс — лісник
- А. Ремейкіте — продавчиня
- Іван Сафончик — чоловік з козою
- Регіна Шальтяніте — секретарка
- Юдіта Ушинскайте — мати Бенаса
- Пятрас Заланскас — дядько
- Маріте Чеснулявічене — сільська жінка

## Знімальна група
- Режисер — Гітіс Лукшас
- Оператори — Рімантас Юодвалькіс, Йонас Томашявічюс
- Композитор — В'ячеслав Ганелін
- Художник — Філомена Вайтекунене